# Монтажный патрон

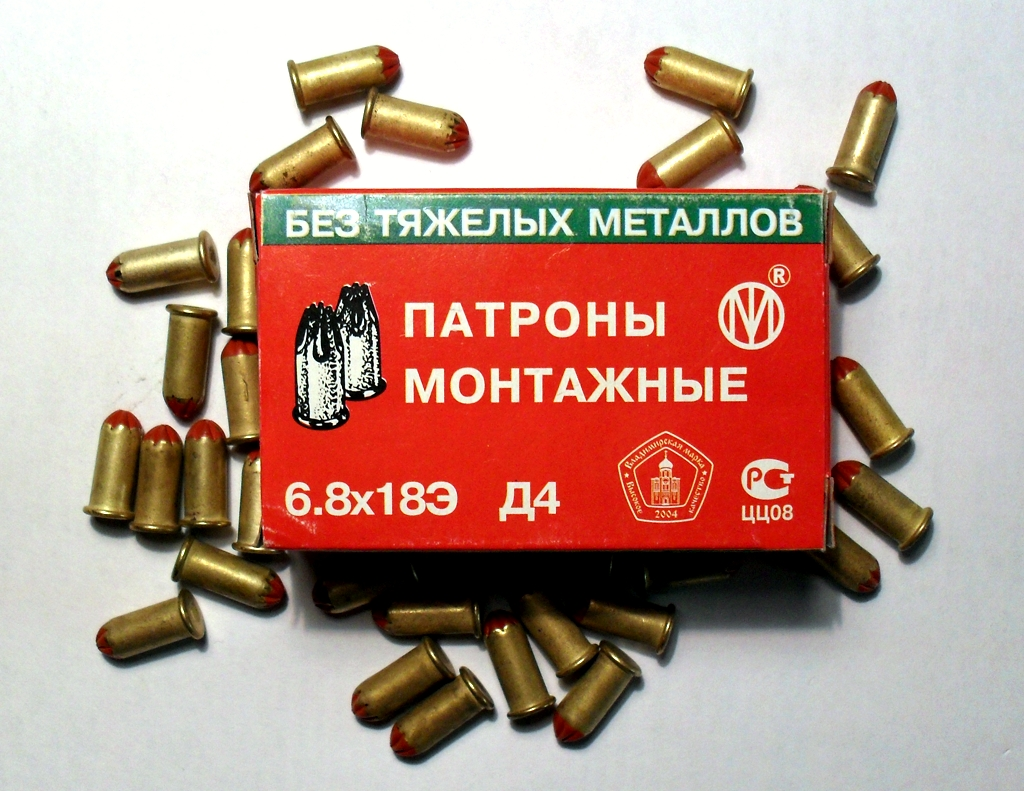
Монтажные патроны марки Д4.

Монтажный патрон (строительный, строительно-монтажный, индустриальный) — холостой патрон, используемый в некоторых монтажных пистолетах для забивания дюбелей в плотные материалы (бетон, кирпич, металл), и ином промышленном оборудовании.
Представляет собой небольших размеров гильзу с завальцованным дульцем.
Патрон снаряжён бездымным порохом и имеет капсюль-воспламенитель. Чаще всего встречаются гильзы с содержащей капсюльный состав закраиной. В них используется кольцевое воспламенение — удар бойка производится в кромку фланца. Однако существуют и монтажные патроны с более распространённым в боевых патронах капсюлем центрального боя типа Бердана или Боксера.

## Маркировка
В строительно-монтажных пистолетах ПЦ-84 используются два типа специальных беспульных индустриальных патронов калибра 6,8 мм: с шифром «Д» (длинные, 6,8×18 мм) и «К» (короткие, 6,8×11 мм). Выпускаются они по ТУ 7272-099-07513406-98, соответствующим международным стандартам CIP. Ранее монтажные патроны выпускались по ТУ 3-795-85, согласно которым патроны с маркировкой «Д» имели длину 22 мм, а «К» — 15 мм.
Монтажные патроны шифров Д и К в зависимости от массы порохового заряда и соответственно его энергии разделены по номерам. Патроны каждого шифра и номера имеют отличительную окраску обжатого конца гильзы (звездки), цвет которых указан в таблице.
| Индекс | Цвет    | Энергоотдача, Дж | Масса заряда, г |
| ------ | ------- | ---------------- | --------------- |
| К1     | белый   | 548              | 0,2             |
| К2     | жёлтый  | 603              | 0,22            |
| К3     | синий   | 683              | 0,25            |
| К4     | красный | 795              | 0,29            |
| Д1     | белый   | 874              | 0,31            |
| Д2     | желтый  | 928              | 0,34            |
| Д3     | синий   | 1037             | 0,38            |
| Д4     | красный | 1174 ± 27        | 0,43            |

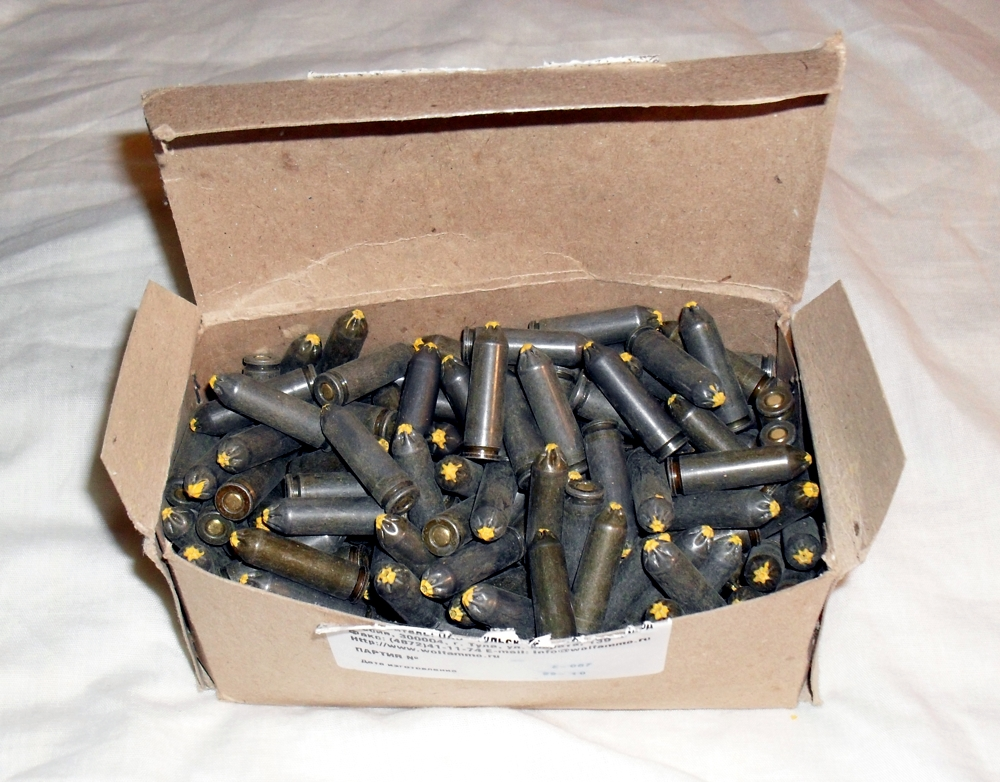
Упаковка монтажных патронов МПУ-3.

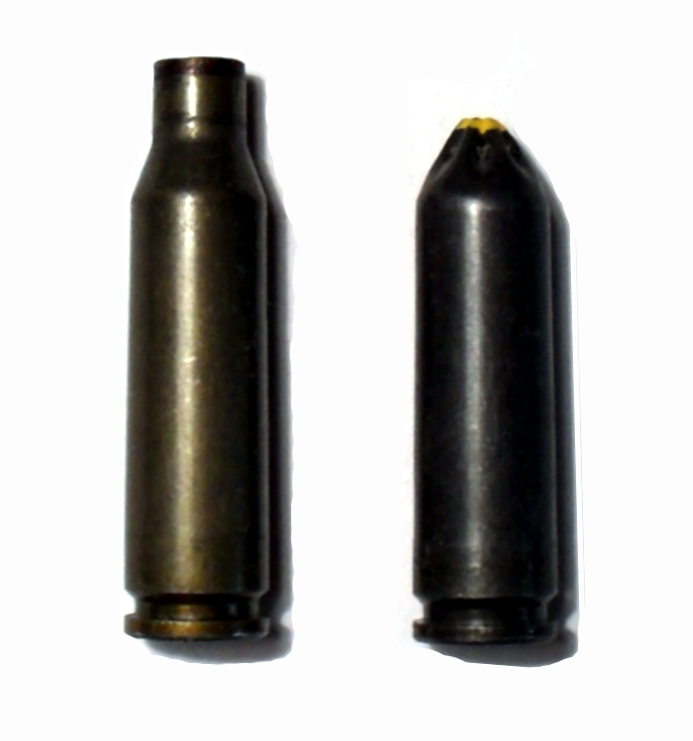
Патрон МПУ-3 в сравнении с 5,45-мм автоматной гильзой.

Также существуют усиленные строительно-монтажные патроны центрального боя семейства МПУ (МПУ-1 … МПУ-5, ТУ 3-1064-78), созданные на базе гильзы автоматного 5,45-мм патрона, обжатой на звёздочку. Они имеют намного большую мощность и применяются в промышленном оборудовании, например штамповочных прессах. Также используются военно-историческими реконструкторами в качестве сигнально-холостых патронов (СХП) для стрельбы из охолощенного боевого оружия под патроны 7,62x25 мм (пистолет ТТ, автоматы ППШ и ППС), так как примерно соответствует ему по габаритам и форме. Производятся Тульским патронным заводом («Вольф»), поставляются в металлических влагонепроницаемых коробках («цинках») по 1000 шт. в каждой и встречаются в оптовой и (редко) розничной продаже.
| Индекс | Цвет    | Энергоотдача, Дж | Масса заряда, г | Давление, МПа (атм) |
| ------ | ------- | ---------------- | --------------- | ------------------- |
| МПУ-1  | белый   | 1644             | 0,6             | 53,94 (550)         |
| МПУ-2  | зелёный | 2192             | 0,8             | 98,07 (1000)        |
| МПУ-3  | жёлтый  | 2720             | 1,0             | 245,17 (2500)       |
| МПУ-4  | красный | 3200             | 1,2             | 289,30 (2950)       |
| МПУ-5  | синий   | 3800             | 1,4             | 318,72 (3250)       |

Ранее выпускались патроны марок «В» и «Г», а также СМП на базе винтовочно-пулемётных гильз 7,62×54R, которые обрезались и обжимались звездочкой или заглушались пыжом. Маркировка на пачке — Группа «В» № 9. Цветовая маркировка такая же. Упаковка по 18 шт. Эти патроны применялись в монтажных пистолетах прямого действия (без промежуточного ударника-поршня), выведенных из эксплуатации из-за травмоопасности (во всех современных монтажных пистолетах такой ударник позволяет резко снизить энергию выстрела, если по каким-то причинам дюбель не прислонен к твердой поверхности), а также пороховых рельсоломах типа ПР-1, ПР-2 и пороховых дыропробойниках для толстого листового металла (например, в судостроении).
В иностранном пороховом инструменте могут также использоваться монтажные патроны калибров 5,6×16 мм и 6,3×16 мм, представляющие собой переобжатые и завальцованные гильзы, аналогичные гильзам малокалиберных патронов кольцевого воспламенения типа .22 LR, либо имеющие специальную гильзу бутылочной формы. Они же используются в отечественном монтажном пистолете ППМ.
| Индекс | Цвет    | Энергоотдача, Дж |
| ------ | ------- | ---------------- |
| С-1    | белый   | 100±50           |
| С-2    | зелёный | 150±50           |
| С-3    | жёлтый  | 250±50           |
| С-4    | синий   | 350±50           |
| С-5    | красный | 450±50           |
| С-6    | чёрный  | 550±50           |

## Законодательный статус на территории РФ
Согласно постановлению пленума Верховного Суда Российской Федерации № 5 от 12 марта 2002 г. «О судебной практике по делам о хищении, вымогательстве и незаконном обороте оружия, боеприпасов, взрывчатых веществ и взрывных устройств»,

…строительно-монтажные пистолеты и револьверы… не относятся к оружию, ответственность за противоправные действия с которым предусмотрена статьями 222—226 УК РФ

… строительные… и иные патроны, не имеющие поражающего элемента (снаряда, пули, дроби, картечи и т. п.) и не предназначенные для поражения цели, не относятся к боеприпасам, взрывчатым веществам и взрывным устройствам.

Монтажные патроны для порохового инструмента по степени опасности согласно ГОСТ 19433—88 относятся к классу 4, подклассу 4.1, — легковоспламеняющиеся твёрдые вещества.
Извлечённый из строительно-монтажных патронов порох с точки зрения российского законодательства уже становится взрывчатым веществом, запрещённым к свободному обороту.

## Отличия от боевых
У патронов МПУ применён менее чувствительный по сравнению с боевым патроном капсюль, не срабатывающий при применении его в боевом оружии. Патроны серий Д и К по конструкции гильзы аналогичны малокалиберным патронам кольцевого воспламенения, но имеют в сравнении с ними другие геометрические размеры и более толстый металл гильзы, в соответствии с более тяжёлыми условиями работы: плотность заряжания и, соответственно, масса порохового заряда у строительных патронов намного выше, чем у пулевых с тем же объёмом внутренней полости, соответственно, при их срабатывании развивается большее давление пороховых газов. Последняя особенность делает их использование без модификации для пулевой стрельбы весьма опасным, особенно более мощных вариантов.
Пороха, используемые в строительно-монтажных патронах серии МПУ, по типу относятся к быстрогорящим охотничьим порохам для гладкоствольного оружия (такие сорта, как «Салют», «Барс»), и близки по характеристикам к порохам, используемым в малокалиберных патронах кольцевого воспламенения или некоторым быстрогорящим пистолетным (П-45, П-125). Они имеют мелкое одноканальное зерно цилиндрической формы, очень высокую скорость горения и высокую мощность. Для безопасного использования в длинноствольном нарезном оружии они не подходят; даже при штатном применении порохов такого типа требуется соблюдение особой аккуратности и высокой (до 0,01 г) точности навески.
В строительно-монтажных патронах кольцевого воспламенения используются также весьма быстрогорящие лаковые пороха марок МсСН 15/4,85 и МсСН 17/4,85, представляющие собой зёрна сфероидной формы с графитованной поверхностью, они же используются в некоторых патронах к огнестрельному оружию ограниченного поражения («травматическому»).
В целях экономии порох из строительно-монтажных патронов достаточно широко используется владельцами короткоствольного и травматического оружия для тренировочной стрельбы — на Украине это находится в рамках правового поля, а также — реконструкторами для имитационной стрельбы. Криминалистам известно большое количество самодельного оружия под строительно-монтажные патроны серий К и Д, либо выполненные на их базе.